# Ignacy Mycielski (oficer pruski)
Ignacy Mycielski (ur. 24 czerwca 1842, zm. 11 lutego 1884) – hrabia herbu Dołęga.
Był synem Teodora (oficera powstania listopadowego, ziemianina i działacza społecznego) i jego pierwszej żony Anieli z Mielżyńskich. Urodził się w Chocieszewicach (obecnie: Pępowo), które wraz ze Smogorzewem stanowiły później jego majątek (Chocieszewice sprzedał Wilhelmowi Radziwiłłowi). Brał udział w powstaniu styczniowym, później został oficerem w armii pruskiej. 9 listopada 1865 poślubił Jadwigę Moszczeńską, z którą miał dwóch synów Maksymiliana i Ludwika oraz dwie córki Anielę i Elżbietę. Zmarł w Smogorzewie.